# Guettarda andamanica
Guettarda andamanica là một loài thực vật có hoa trong họ Thiến thảo. Loài này được Goel & Mehrotra mô tả khoa học đầu tiên năm 1988.